# 958年
| 千纪： | 1千纪 |
| 世纪： | 9世纪 \| 10世纪 \| 11世纪 |
| 年代： | 920年代 \| 930年代 \| 940年代 \| 950年代 \| 960年代 \| 970年代 \| 980年代 |
| 年份： | 953年 \| 954年 \| 955年 \| 956年 \| 957年 \| 958年 \| 959年 \| 960年 \| 961年 \| 962年 \| 963年                                                                                          |
| 纪年： | 戊午年（马年）；于阗同慶四十七年；辽應曆八年；南汉乾和十六年，大寶元年；后蜀广政二十一年；南唐中兴元年，交泰元年；北汉天会二年；后周（吴越、荆南、南唐）显德五年；大理廣德六年；日本天德二年 |

## 大事记
- 南漢劉晟逝世，子劉鋹繼位。
- 後周世宗軍隊一鼓作氣拿下了南唐的江北十個州，抵達長江北岸，南唐中主李璟被迫求和，后周攻南唐之战结束，南唐最终失去长江以北全部领土，成為後周附庸。
- 隸屬拜占庭帝國的阿馬爾菲成立阿馬爾菲公國。

## 出生
- 楊延昭，北宋將領楊業之子。

## 逝世
- 南漢中宗劉晟，五代十國時期南漢君主。